# Datousaurus
Datousaurus („Echse mit großem Kopf“) war ein sauropoder Dinosaurier aus dem Mitteljura (Bathonium bis Callovium). 
Seine aus zwei teilweise erhaltenen Skeletten und den Kieferknochen bestehenden fossilen Überreste wurden in der unteren Shaximiao-Formation in Sichuan (China) entdeckt und 1984 von den Paläontologen Dong und Tang benannt. Einzige Art ist Datousaurus bashanensis. Im Jahre 2000 wurden zusätzlich einige weitere Kiefernteile beschrieben.

## Beschreibung
Datousaurus wurde niemals durch abgeleitete (apomorphe) Merkmale beschrieben, sondern nur von den in der Nähe aufgefundenen und ebenfalls aus dem Jura stammenden Omeisaurus und Shunosaurus abgegrenzt. Im Unterschied zu Ersterem hat er nur 13 Hals- und vier Kreuzbeinwirbel. Die Halswirbel haben gut entwickelte Pleurocoele (Aushöhlungen an der Vorderseite). Von Shunosaurus unterscheidet er sich durch die geringere Anzahl an Zähnen, die bei Datousaurus mit kräftigen, spatenförmigen Kronen versehen sind. 

## Systematik
Datousaurus gilt als primitiver Sauropode und steht systematisch an der Basis des Sauropodenstammbaums, ohne einer Familie zugeordnet zu werden.